# Muhammadgarh (stato)
Lo Stato di Muhammadgarh (detto anche Stato di Mohammadgarh) fu uno stato principesco del subcontinente indiano, avente per capitale la città di Muhammadgarh.

## Storia
Mohammadgarh venne fondato come stato nel 1842 con parti dello stato di Basoda e Kurwai, quando Ahsanullah Khan, il nawab di Basoda divise il suo stato tra i due suoi figli, Bakaulla e Muhammad Khan. Quest'ultimo divenne noto come fondatore della città di Muhammadgarh che non a caso prese il suo nome. I regnanti di Mohammadgarh si rifiutarono di accettare la signoria dello Stato di Gwalior, mantenendo la loro indipendenza.
Il nawab di Mohammadgarh fu uno dei costituenti originali della Camera dei Principi, istituzione fondata dall'Impero britannico nel 1920. Mohammadgarh rimase un protettorato britannico sino al 1947, quando l'ultimo suo regnante siglò l'accesso all'Unione Indiana.
Per quanto i suoi governanti fossero di religione islamica, più dell'80% della popolazione era di religione induista nello stato. Nel giugno del 1947 lo stato divenne parte dello stato di Madhya Bharat, poi integrato nel Madhya Pradesh.

## Governanti
I governanti dello stato ebbero il titolo di Nawab.

### Nawab
- 1842 - 1896 Nawab Hafiz Quli Khan
- 1896 - 1910 Nawab Hatim Quli Khan
- 1910 - 1942 Nawab Siddiq Quli Khan
- 1942 - 1948 Nawab Muhammad Sabir Quli Khan